# Smicridea gomezi
Smicridea gomezi är en nattsländeart som beskrevs av Roger J. Blahnik 1995. Smicridea gomezi ingår i släktet Smicridea och familjen ryssjenattsländor. Inga underarter finns listade i Catalogue of Life.